# Heterolocha stulta
Heterolocha stulta är en fjärilsart som beskrevs av Butler 1879. Heterolocha stulta ingår i släktet Heterolocha och familjen mätare. Inga underarter finns listade i Catalogue of Life.